# واکسیناسیون کووید ۱۹ در ایتالیا

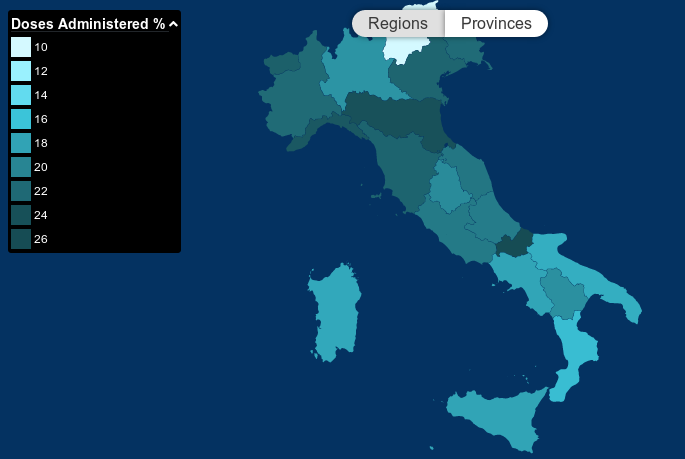
نقشه ایتالیا نشان دهنده تعداد واکسیناسیون تجمعی کل در هر منطقه از ۲۰ ژانویه ۲۰۲۰ است.

واکسیناسیون کروناویروس ۲۰۱۹ در ایتالیا یک کار واکسیناسیون دسته جمعی است جهت ایمنی‌سازی است که توسط دولت ایتالیا به منظور پاسخگویی به دنیاگیری کووید-۱۹ در ایتالیا در حال انجام است. این برنامه در ۲۷ دسامبر سال ۲۰۲۰ همراه با اکثر کشورهای اتحادیه اروپا آغاز شد.
کمپین واکسیناسیون توسط وزارت بهداشت و کمیسار ویژه دومنیکو آرکوری تا ۱ مارس ۲۰۲۱ مدیریت می‌شد سپس ژنرال ارتش Francesco Paolo Figliuolo جایگزین او شد.